# Love On Tour
Love On Tour foi a segunda turnê do cantor e compositor inglês Harry Styles, em apoio aos seus segundo e terceiro álbuns de estúdio, Fine Line (2019) e Harry's House (2022). A turnê começou em 4 de setembro de 2021, na cidade de Las Vegas, Estados Unidos, e terminou em 22 de julho de 2023, na cidade de Régio da Emília, Itália.

## Antecedentes
Em 4 de novembro de 2019, Styles anunciou o lançamento de seu segundo álbum de estúdio, Fine Line, que será lançado em dezembro de 2019. O single principal do álbum "Lights Up" foi lançado em plataformas digitais em 11 de outubro. Durante uma entrevista de rádio com a Capital FM, o cantor anunciou que faria uma turnê mundial até 2020. Styles anunciou a turnê de suporte do álbum, Love On Tour, em 13 de novembro, exatamente um mês antes do lançamento do álbum.
Em março de 2020, foi anunciado que a edição de 2020 do festival "Wango Tango", a qual Styles participaria, foi cancelada. Posteriormente, as apresentações que ocorreriam na Europa e na América do Norte durante os meses de abril a outubro de 2020, foram remarcadas para 2021, devido à pandemia de COVID-19. Em julho de 2021, as datas na América do Norte sofreram novas alterações, com as apresentações que ocorreriam no Canadá sendo canceladas e a adição de novos shows nos Estados Unidos. Em uma postagem no Instagram, Harry divulgou as novas datas, e acrescentou que está muito animado para compartilhar com os fãs nova música e novas datas ao redor do mundo em breve.
Em janeiro de 2022, uma segunda etapa da turnê foi anunciada, agora também em apoio ao seu terceiro álbum de estúdio, Harry's House, lançado em maio do mesmo ano, com datas na Europa e América Latina. Posteriormente, datas de residência em cinco cidades norte-americanas durante os meses de agosto a novembro de 2022 foram anunciadas como parte da turnê. Também foram anunciadas novas datas na Oceania, Ásia e Europa para 2023.

## Repertório
O repertório abaixo é constituído do show realizado no dia 3 de outubro de 2021 em Nova Iorque e não é representativo de todos os shows da turnê.
1. "Golden"
2. "Carolina"
3. "Adore You"
4. "Only Angel"
5. "She"
6. "Two Ghosts / Falling"
7. "Sunflower Vol. 6"
8. "To Be So Lonely"
9. "Woman"
10. "Cherry"
11. "Lights Up"
12. "Canyon Moon"
13. "Treat People With Kindness"
14. "What Makes You Beautiful"
15. "Fine Line"

Bis
1. "Sign of the Times"
2. "Watermelon Sugar"
3. "Kiwi"

## Datas
| Data                   | Cidade            | País           | Local                      | Ato(s) de abertura(s)           | Público                | Receita      |
| ---------------------- | ----------------- | -------------- | -------------------------- | ------------------------------- | ---------------------- | ------------ |
| 4 de setembro de 2021  | Las Vegas         | Estados Unidos | MGM Grand Garden Arena     | Jenny Lewis                     | 13,413 / 13,413 (100%) | US$1,686,284 |
| 6 de setembro de 2021  | Denver            | Estados Unidos | Ball Arena                 | Jenny Lewis                     | 17,347 / 17,347 (100%) | US$1,863,008 |
| 9 de setembro de 2021  | San Antonio       | Estados Unidos | AT&T Center                | Jenny Lewis                     | 17,298 / 17,298 (100%) | US$2,131,207 |
| 11 de setembro de 2021 | Dallas            | Estados Unidos | American Airlines Center   | Jenny Lewis                     | 17,682 / 17,682 (100%) | US$2,193,709 |
| 15 de setembro de 2021 | St. Louis         | Estados Unidos | Enterprise Center          | Jenny Lewis                     | 17,171 / 17,171 (100%) | US$2,745,557 |
| 17 de setembro de 2021 | Filadélfia        | Estados Unidos | Wells Fargo Center         | Jenny Lewis                     | 18,995 / 18,995 (100%) | US$2,319,947 |
| 18 de setembro de 2021 | Washington        | Estados Unidos | Capital One Arena          | Jenny Lewis                     | 18,903 / 18,903 (100%) | US$2,753,018 |
| 20 de setembro de 2021 | Detroit           | Estados Unidos | Little Caesars Arena       | Jenny Lewis                     | 18,204 / 18,204 (100%) | US$2,281,394 |
| 22 de setembro de 2021 | St. Paul          | Estados Unidos | Xcel Energy Center         | Jenny Lewis                     | 18,114 / 18,114 (100%) | US$2,241,288 |
| 24 de setembro de 2021 | Chicago           | Estados Unidos | United Center              | Jenny Lewis                     | 39,387 / 39,387 (100%) | US$4,750,594 |
| 25 de setembro de 2021 | Chicago           | Estados Unidos | United Center              | Jenny Lewis                     | 39,387 / 39,387 (100%) | US$4,750,594 |
| 29 de setembro de 2021 | Nashville         | Estados Unidos | Bridgestone Arena          | Jenny Lewis                     | 32,627 / 32,627 (100%) | US$4,464,889 |
| 1 de outubro de 2021   | Nashville         | Estados Unidos | Bridgestone Arena          | Jenny Lewis                     | 32,627 / 32,627 (100%) | US$4,464,889 |
| 3 de outubro de 2021   | Nova Iorque       | Estados Unidos | Madison Square Garden      | Jenny Lewis                     | 56,392 / 56,392 (100%) | US$8,099,555 |
| 4 de outubro de 2021   | Nova Iorque       | Estados Unidos | Madison Square Garden      | Jenny Lewis                     | 56,392 / 56,392 (100%) | US$8,099,555 |
| 7 de outubro de 2021   | Orlando           | Estados Unidos | Amway Center               | Jenny Lewis                     | 16,898 / 16,898 (100%) | US$1,904,939 |
| 8 de outubro de 2021   | Sunrise           | Estados Unidos | BB&T Center                | Jenny Lewis                     | 18,176 / 18,176 (100%) | US$2,350,545 |
| 10 de outubro de 2021  | Tampa             | Estados Unidos | Amalie Arena               | Jenny Lewis                     | 18,183 / 18,183 (100%) | US$2,029,171 |
| 12 de outubro de 2021  | Raleigh           | Estados Unidos | PNC Arena                  | Jenny Lewis                     | 18,616 / 18,616 (100%) | US$2,238,542 |
| 14 de outubro de 2021  | Pittsburgh        | Estados Unidos | PPG Paints Arena           | Jenny Lewis                     | 18,369 / 18,369 (100%) | US$2,137,752 |
| 16 de outubro de 2021  | Nova Iorque       | Estados Unidos | Madison Square Garden      | Jenny Lewis                     | [ a ]                  | [ b ]        |
| 18 de outubro de 2021  | Cleveland         | Estados Unidos | Rocket Mortgage Fieldhouse | Jenny Lewis                     | 17,786 / 17,786 (100%) | US$2,197,690 |
| 21 de outubro de 2021  | Uncasville        | Estados Unidos | Mohegan Sun Arena          | Jenny Lewis                     | 18,159 / 18,159 (100%) | US$2,165,968 |
| 23 de outubro de 2021  | Uncasville        | Estados Unidos | Mohegan Sun Arena          | Jenny Lewis                     | 18,159 / 18,159 (100%) | US$2,165,968 |
| 25 de outubro de 2021  | Boston            | Estados Unidos | TD Garden                  | Jenny Lewis                     | 16,743 / 16,743 (100%) | US$2,306,243 |
| 27 de outubro de 2021  | Atlanta           | Estados Unidos | State Farm Arena           | Jenny Lewis                     | 31,146 / 31,146 (100%) | US$4,146,897 |
| 28 de outubro de 2021  | Atlanta           | Estados Unidos | State Farm Arena           | Jenny Lewis                     | 31,146 / 31,146 (100%) | US$4,146,897 |
| 30 de outubro de 2021  | Nova Iorque       | Estados Unidos | Madison Square Garden      | Madison Cunningham Orville Peck | 37,321 / 37,321 (100%) | US$5,714,220 |
| 31 de outubro de 2021  | Nova Iorque       | Estados Unidos | Madison Square Garden      | Madison Cunningham Orville Peck | 37,321 / 37,321 (100%) | US$5,714,220 |
| 3 de novembro de 2021  | Milwaukee         | Estados Unidos | Fiserv Forum               | Jenny Lewis                     | 16,881 / 16,881 (100%) | US$2,312,794 |
| 7 de novembro de 2021  | Tacoma            | Estados Unidos | Tacoma Dome                | Jenny Lewis                     | 21,469 / 21,469 (100%) | US$2,746,176 |
| 8 de novembro de 2021  | Portland          | Estados Unidos | Moda Center                | Jenny Lewis                     | 17,890 / 17,890 (100%) | US$2,125,697 |
| 10 de novembro de 2021 | Sacramento        | Estados Unidos | Golden 1 Center            | Jenny Lewis                     | 16,745 / 16,745 (100%) | US$2,292,473 |
| 11 de novembro de 2021 | San José          | Estados Unidos | SAP Center                 | Jenny Lewis                     | 17,823 / 17,823 (100%) | US$2,244,533 |
| 13 de novembro de 2021 | Glendale          | Estados Unidos | Gila River Arena           | Jenny Lewis                     | 16,846 / 16,846 (100%) | US$2,036,487 |
| 15 de novembro de 2021 | San Diego         | Estados Unidos | Pechanga Arena             | Jenny Lewis                     | 13,728 / 13,728 (100%) | US$1,641,218 |
| 17 de novembro de 2021 | Inglewood         | Estados Unidos | The Forum                  | Jenny Lewis                     | 50,739 / 50,739 (100%) | US$6,602,191 |
| 19 de novembro de 2021 | Inglewood         | Estados Unidos | The Forum                  | Jenny Lewis                     | 50,739 / 50,739 (100%) | US$6,602,191 |
| 20 de novembro de 2021 | Inglewood         | Estados Unidos | The Forum                  | Jenny Lewis                     | 50,739 / 50,739 (100%) | US$6,602,191 |
| 23 de novembro de 2021 | Houston           | Estados Unidos | Toyota Center              | —                               | 16,541 / 16,541 (100%) | US$2,171,475 |
| 24 de novembro de 2021 | North Little Rock | Estados Unidos | Simmons Bank Arena         | —                               | 16,691 / 16,691 (100%) | US$2,525,863 |
| 28 de novembro de 2021 | Elmont            | Estados Unidos | UBS Arena                  | —                               | 16,777 / 16,777 (100%) | US$3,272,836 |

| Data                   | Cidade           | País            | Local                             | Ato(s) de abertura(s) | Público                  | Receita       |
| ---------------------- | ---------------- | --------------- | --------------------------------- | --------------------- | ------------------------ | ------------- |
| 15 de abril de 2022    | Indio            | Estados Unidos  | Empire Polo Club                  | —                     | —                        | —             |
| 22 de abril de 2022    | Indio            | Estados Unidos  | Empire Polo Club                  | —                     | —                        | —             |
| 11 de junho de 2022    | Glasgow          | Reino Unido     | Ibrox Stadium                     | Mitski                | —                        | —             |
| 15 de junho de 2022    | Manchester       | Reino Unido     | Emirates Old Trafford             | Mitski                | —                        | —             |
| 16 de junho de 2022    | Manchester       | Reino Unido     | Emirates Old Trafford             | Mitski                | —                        | —             |
| 18 de junho de 2022    | Londres          | Reino Unido     | Estádio de Wembley                | Mitski                | —                        | —             |
| 19 de junho de 2022    | Londres          | Reino Unido     | Estádio de Wembley                | Mitski                | —                        | —             |
| 22 de junho de 2022    | Dublin           | Irlanda         | Aviva Stadium                     | Arlo Parks            | —                        | —             |
| 25 de junho de 2022    | Hamburgo         | Alemanha        | Barclaycard Arena                 | Wolf Alice            | —                        | —             |
| 29 de junho de 2022    | Estocolmo        | Suécia          | Tele2 Arena                       | Wolf Alice            | —                        | —             |
| 1 de julho de 2022     | Oslo             | Noruega         | Oslo Spektrum                     | Wolf Alice            | —                        | —             |
| 5 de julho de 2022     | Paris            | França          | Accor Arena                       | Wolf Alice            | —                        | —             |
| 7 de julho de 2022     | Antuérpia        | Bélgica         | Sportpaleis                       | Wolf Alice            | —                        | —             |
| 9 de julho de 2022     | Amesterdã        | Holanda         | Ziggo Dome                        | Wolf Alice            | —                        | —             |
| 11 de julho de 2022    | Munique          | Alemanha        | Olympiahalle                      | Wolf Alice            | —                        | —             |
| 13 de julho de 2022    | Budapeste        | Hungria         | László Papp Budapest Sports Arena | Wolf Alice            | —                        | —             |
| 15 de julho de 2022    | Praga            | República Checa | O2 Arena                          | Wolf Alice            | —                        | —             |
| 16 de julho de 2022    | Viena            | Áustria         | Wiener Stadthalle                 | Wolf Alice            | —                        | —             |
| 18 de julho de 2022    | Cracóvia         | Polónia         | Tauron Arena                      | Wolf Alice            | —                        | —             |
| 20 de julho de 2022    | Berlim           | Alemanha        | Mercedes-Benz Arena               | Wolf Alice            | —                        | —             |
| 22 de julho de 2022    | Colônia          | Alemanha        | Lanxess Arena                     | Wolf Alice            | —                        | —             |
| 25 de julho de 2022    | Bolonha          | Itália          | Unipol Arena                      | Wolf Alice            | —                        | —             |
| 26 de julho de 2022    | Turim            | Itália          | Pala Alpitour                     | Wolf Alice            | —                        | —             |
| 29 de julho de 2022    | Madrid           | Espanha         | WiZink Center                     | Wolf Alice            | —                        | —             |
| 31 de julho de 2022    | Lisboa           | Portugal        | Altice Arena                      | Wolf Alice            | —                        | —             |
| 15 de agosto de 2022   | Toronto          | Canadá          | Scotiabank Arena                  | Madi Diaz             | —                        | —             |
| 16 de agosto de 2022   | Toronto          | Canadá          | Scotiabank Arena                  | Madi Diaz             | —                        | —             |
| 20 de agosto de 2022   | Nova Iorque      | Estados Unidos  | Madison Square Garden             | Blood Orange          | —                        | —             |
| 21 de agosto de 2022   | Nova Iorque      | Estados Unidos  | Madison Square Garden             | Blood Orange          | —                        | —             |
| 22 de agosto de 2022   | Nova Iorque      | Estados Unidos  | Madison Square Garden             | Blood Orange          | —                        | —             |
| 26 de agosto de 2022   | Nova Iorque      | Estados Unidos  | Madison Square Garden             | Blood Orange          | —                        | —             |
| 27 de agosto de 2022   | Nova Iorque      | Estados Unidos  | Madison Square Garden             | Blood Orange          | —                        | —             |
| 28 de agosto de 2022   | Nova Iorque      | Estados Unidos  | Madison Square Garden             | Blood Orange          | —                        | —             |
| 1 de setembro de 2022  | Nova Iorque      | Estados Unidos  | Madison Square Garden             | Blood Orange          | —                        | —             |
| 2 de setembro de 2022  | Nova Iorque      | Estados Unidos  | Madison Square Garden             | Blood Orange          | —                        | —             |
| 3 de setembro de 2022  | Nova Iorque      | Estados Unidos  | Madison Square Garden             | Blood Orange          | —                        | —             |
| 7 de setembro de 2022  | Nova Iorque      | Estados Unidos  | Madison Square Garden             | Blood Orange          | —                        | —             |
| 8 de setembro de 2022  | Nova Iorque      | Estados Unidos  | Madison Square Garden             | Blood Orange          | —                        | —             |
| 10 de setembro de 2022 | Nova Iorque      | Estados Unidos  | Madison Square Garden             | Blood Orange          | —                        | —             |
| 14 de setembro de 2022 | Nova Iorque      | Estados Unidos  | Madison Square Garden             | Blood Orange          | —                        | —             |
| 15 de setembro de 2022 | Nova Iorque      | Estados Unidos  | Madison Square Garden             | Blood Orange          | —                        | —             |
| 21 de setembro de 2022 | Nova Iorque      | Estados Unidos  | Madison Square Garden             | Blood Orange          | —                        | —             |
| 25 de setembro de 2022 | Austin           | Estados Unidos  | Moody Center                      | Gabriels              | —                        | —             |
| 26 de setembro de 2022 | Austin           | Estados Unidos  | Moody Center                      | Gabriels              | —                        | —             |
| 28 de setembro de 2022 | Austin           | Estados Unidos  | Moody Center                      | Gabriels              | —                        | —             |
| 29 de setembro de 2022 | Austin           | Estados Unidos  | Moody Center                      | Gabriels              | —                        | —             |
| 2 de outubro de 2022   | Austin           | Estados Unidos  | Moody Center                      | Gabriels              | —                        | —             |
| 3 de outubro de 2022   | Austin           | Estados Unidos  | Moody Center                      | Gabriels              | —                        | —             |
| 8 de outubro de 2022   | Chicago          | Estados Unidos  | United Center                     | Jessie Ware           | —                        | —             |
| 9 de outubro de 2022   | Chicago          | Estados Unidos  | United Center                     | Jessie Ware           | —                        | —             |
| 10 de outubro de 2022  | Chicago          | Estados Unidos  | United Center                     | Jessie Ware           | —                        | —             |
| 13 de outubro de 2022  | Chicago          | Estados Unidos  | United Center                     | Jessie Ware           | —                        | —             |
| 14 de outubro de 2022  | Chicago          | Estados Unidos  | United Center                     | Jessie Ware           | —                        | —             |
| 15 de outubro de 2022  | Chicago          | Estados Unidos  | United Center                     | Jessie Ware           | —                        | —             |
| 23 de outubro de 2022  | Inglewood        | Estados Unidos  | The Forum                         | Ben Harper            | —                        | —             |
| 24 de outubro de 2022  | Inglewood        | Estados Unidos  | The Forum                         | Ben Harper            | —                        | —             |
| 26 de outubro de 2022  | Inglewood        | Estados Unidos  | The Forum                         | Ben Harper            | —                        | —             |
| 28 de outubro de 2022  | Inglewood        | Estados Unidos  | The Forum                         | Ben Harper            | —                        | —             |
| 29 de outubro de 2022  | Inglewood        | Estados Unidos  | The Forum                         | Ben Harper            | —                        | —             |
| 31 de outubro de 2022  | Inglewood        | Estados Unidos  | The Forum                         | Ben Harper            | —                        | —             |
| 2 de novembro de 2022  | Inglewood        | Estados Unidos  | The Forum                         | Ben Harper            | —                        | —             |
| 9 de novembro de 2022  | Inglewood        | Estados Unidos  | The Forum                         | Ben Harper            | —                        | —             |
| 11 de novembro de 2022 | Inglewood        | Estados Unidos  | The Forum                         | Ben Harper            | —                        | —             |
| 12 de novembro de 2022 | Inglewood        | Estados Unidos  | The Forum                         | Ben Harper            | —                        | —             |
| 14 de novembro de 2022 | Inglewood        | Estados Unidos  | The Forum                         | Ben Harper            | —                        | —             |
| 15 de novembro de 2022 | Inglewood        | Estados Unidos  | The Forum                         | Ben Harper            | —                        | —             |
| 20 de novembro de 2022 | Guadalajara      | México          | Arena VFG                         | Koffee                | —                        | —             |
| 22 de novembro de 2022 | Monterrey        | México          | Arena Monterrey                   | Koffee                | —                        | —             |
| 24 de novembro de 2022 | Cidade do México | México          | Foro Sol                          | Koffee                | —                        | —             |
| 25 de novembro de 2022 | Cidade do México | México          | Foro Sol                          | Koffee                | —                        | —             |
| 27 de novembro de 2022 | Bogotá           | Colômbia        | Parque Salitre Mágico             | Koffee                | —                        | —             |
| 29 de novembro de 2022 | Lima             | Peru            | Estádio Nacional                  | Koffee                | —                        | —             |
| 1 de dezembro de 2022  | Santiago         | Chile           | Estádio Municipal de La Florida   | Koffee                | —                        | —             |
| 3 de dezembro de 2022  | Buenos Aires     | Argentina       | Estádio Monumental de Núñez       | Koffee                | —                        | —             |
| 4 de dezembro de 2022  | Buenos Aires     | Argentina       | Estádio Monumental de Núñez       | Koffee                | —                        | —             |
| 6 de dezembro de 2022  | São Paulo        | Brasil          | Allianz Parque                    | Koffee                | 137,009 / 137,009 (100%) | US$11,113,075 |
| 8 de dezembro de 2022  | Rio de Janeiro   | Brasil          | Área Externa da Jeunesse Arena    | Koffee                | —                        | —             |
| 10 de dezembro de 2022 | Curitiba         | Brasil          | Pedreira Paulo Leminski           | Koffee                | —                        | —             |
| 13 de dezembro de 2022 | São Paulo        | Brasil          | Allianz Parque                    | Koffee                | [ c ]                    | [ c ]         |
| 14 de dezembro de 2022 | São Paulo        | Brasil          | Allianz Parque                    | Koffee                | [ c ]                    | [ c ]         |

| Data                    | Cidade          | País           | Local                           | Ato(s) de abertura(s) | Público                  | Receita       |
| ----------------------- | --------------- | -------------- | ------------------------------- | --------------------- | ------------------------ | ------------- |
| 26 de janeiro de 2023   | Inglewood       | Estados Unidos | The Forum                       | Wet Leg               | —                        | —             |
| 27 de janeiro de 2023   | Inglewood       | Estados Unidos | The Forum                       | Wet Leg               | —                        | —             |
| 29 de janeiro de 2023   | Inglewood       | Estados Unidos | The Forum                       | Wet Leg               | —                        | —             |
| 31 de janeiro de 2023   | Thousand Palms  | Estados Unidos | Acrisure Arena                  | Madi Diaz             | —                        | —             |
| 1 de fevereiro de 2023  | Thousand Palms  | Estados Unidos | Acrisure Arena                  | Madi Diaz             | —                        | —             |
| 20 de fevereiro de 2023 | Perth           | Austrália      | HBF Park                        | Wet Leg               | —                        | —             |
| 24 de fevereiro de 2023 | Melbourne       | Austrália      | Marvel Stadium                  | Wet Leg               | —                        | —             |
| 25 de fevereiro de 2023 | Melbourne       | Austrália      | Marvel Stadium                  | Wet Leg               | —                        | —             |
| 28 de fevereiro de 2023 | Gold Coast      | Austrália      | Metricon Stadium                | Wet Leg               | —                        | —             |
| 3 de março de 2023      | Sydney          | Austrália      | Accor Stadium                   | Wet Leg               | —                        | —             |
| 4 de março de 2023      | Sydney          | Austrália      | Accor Stadium                   | Wet Leg               | —                        | —             |
| 7 de março de 2023      | Auckland        | Nova Zelândia  | Mount Smart Stadium             | Wet Leg               | —                        | —             |
| 11 de março de 2023     | Bangkok         | Tailândia      | Rajamangala Stadium             | —                     | —                        | —             |
| 14 de março de 2023     | Manila          | Filipinas      | Philippine Arena                | —                     | —                        | —             |
| 17 de março de 2023     | Singapura       | Singapura      | National Stadium                | —                     | —                        | —             |
| 20 de março de 2023     | Seoul           | Coreia do Sul  | KSPO Dome                       | —                     | —                        | —             |
| 24 de março de 2023     | Tóquio          | Japão          | Ariake Arena                    | —                     | —                        | —             |
| 25 de março de 2023     | Tóquio          | Japão          | Ariake Arena                    | —                     | —                        | —             |
| 13 de maio de 2023      | Horsens         | Dinamarca      | CASA Arena Horsens              | Wet Leg               | —                        | —             |
| 14 de maio de 2023      | Horsens         | Dinamarca      | CASA Arena Horsens              | Wet Leg               | —                        | —             |
| 17 de maio de 2023      | Munique         | Alemanha       | Estádio Olímpico de Munique     | Wet Leg               | —                        | —             |
| 18 de maio de 2023      | Munique         | Alemanha       | Estádio Olímpico de Munique     | Wet Leg               | —                        | —             |
| 22 de maio de 2023      | Coventry        | Reino Unido    | Coventry Building Society Arena | Wet Leg               | —                        | —             |
| 23 de maio de 2023      | Coventry        | Reino Unido    | Coventry Building Society Arena | Wet Leg               | —                        | —             |
| 26 de maio de 2023      | Edimburgo       | Reino Unido    | BT Murrayfield Stadium          | Wet Leg               | —                        | —             |
| 27 de maio de 2023      | Edimburgo       | Reino Unido    | BT Murrayfield Stadium          | Wet Leg               | —                        | —             |
| 1 de junho de 2023      | Paris           | França         | Stade de France                 | Wet Leg               | —                        | —             |
| 2 de junho de 2023      | Paris           | França         | Stade de France                 | Wet Leg               | —                        | —             |
| 4 de junho de 2023      | Amsterdam       | Países Baixos  | Johan Cruijff Arena             | Wet Leg               | —                        | —             |
| 5 de junho de 2023      | Amsterdam       | Países Baixos  | Johan Cruijff Arena             | Wet Leg               | —                        | —             |
| 6 de junho de 2023      | Amsterdam       | Países Baixos  | Johan Cruijff Arena             | Wet Leg               | —                        | —             |
| 10 de junho de 2023     | Slane           | Irlanda        | Slane Castle                    | —                     | —                        | —             |
| 13 de junho de 2023     | Londres         | Reino Unido    | Wembley Stadium                 | Madi Diaz Wet Leg     | —                        | —             |
| 14 de junho de 2023     | Londres         | Reino Unido    | Wembley Stadium                 | Ariza Elin Wet Leg    | —                        | —             |
| 16 de junho de 2023     | Londres         | Reino Unido    | Wembley Stadium                 | Mitch Rowland Wet Leg | —                        | —             |
| 17 de junho de 2023     | Londres         | Reino Unido    | Wembley Stadium                 | Pauli the PSM Wet Leg | —                        | —             |
| 20 de junho de 2023     | Cardiff         | País de Gales  | Principality Stadium            | Wet Leg               | —                        | —             |
| 21 de junho de 2023     | Cardiff         | País de Gales  | Principality Stadium            | Wet Leg               | —                        | —             |
| 24 de junho de 2023     | Wrechter        | Bélgica        | Festivalpark Wrechter           | Wet Leg               | —                        | —             |
| 27 de junho de 2023     | Dusseldorf      | Alemanha       | Merkur Spiel-Arena              | Wet Leg               | —                        | —             |
| 28 de junho de 2023     | Dusseldorf      | Alemanha       | Merkur Spiel-Arena              | Wet Leg               | —                        | —             |
| 2 de julho de 2023      | Warsaw          | Polónia        | PGE Narodowy                    | Wet Leg               | —                        | —             |
| 5 de julho de 2023      | Frankfurt       | Alemanha       | Deutsche Bank Park              | Wet Leg               | —                        | —             |
| 6 de julho de 2023      | Frankfurt       | Alemanha       | Deutsche Bank Park              | Wet Leg               | —                        | —             |
| 8 de julho de 2023      | Viena           | Áustria        | Ernst-Happel-Stadion            | Wet Leg               | —                        | —             |
| 12 de julho de 2023     | Barcelona       | Espanha        | Estadi Olímpic Lluís Companys   | Wet Leg               | —                        | —             |
| 14 de julho de 2023     | Madri           | Espanha        | Nuevo Espacio Mad Cool          | Wet Leg               | —                        | —             |
| 18 de julho de 2023     | Lisboa          | Portugal       | Passeio Marítmo de Algés        | Wet Leg               | —                        | —             |
| 22 de julho de 2023     | Régio da Emília | Itália         | RCF Arena                       | Wet Leg               | —                        | —             |
| Total                   | Total           | Total          | Total                           | Total                 | 719,060 / 719,060 (100%) | US$94,694,158 |

### Shows cancelados
| Data                   | Cidade     | País           | Local                         | Motivo                                     | Ref.                 |
| ---------------------- | ---------- | -------------- | ----------------------------- | ------------------------------------------ | -------------------- |
| 6 de junho de 2020     | Carson     | Estados Unidos | Dignity Health Sports Park    | Pandemia de COVID-19                       | [ 13 ]               |
| 20 de novembro de 2020 | Sydney     | Austrália      | Qudos Bank Arena              | Pandemia de COVID-19                       | [ 19 ]               |
| 21 de novembro de 2020 | Sydney     | Austrália      | Qudos Bank Arena              | Pandemia de COVID-19                       | [ 19 ]               |
| 23 de novembro de 2020 | Auckland   | Nova Zelândia  | Spark Arena                   | Pandemia de COVID-19                       | [ 19 ]               |
| 25 de novembro de 2020 | Brisbane   | Austrália      | Brisbane Entertainment Centre | Pandemia de COVID-19                       | [ 19 ]               |
| 26 de novembro de 2020 | Brisbane   | Austrália      | Brisbane Entertainment Centre | Pandemia de COVID-19                       | [ 19 ]               |
| 28 de novembro de 2020 | Melbourne  | Austrália      | Rod Laver Arena               | Pandemia de COVID-19                       | [ 19 ]               |
| 29 de novembro de 2020 | Melbourne  | Austrália      | Rod Laver Arena               | Pandemia de COVID-19                       | [ 19 ]               |
| 2 de dezembro de 2020  | Perth      | Austrália      | RAC Arena                     | Pandemia de COVID-19                       | [ 19 ]               |
| 11 de março de 2021    | Birmingham | Reino Unido    | Utilita Arena Birmingham      | Pandemia de COVID-19                       | [ 19 ]               |
| 13 de março de 2021    | Manchester | Reino Unido    | AO Arena                      | Pandemia de COVID-19                       | [ 19 ]               |
| 16 de março de 2021    | Glasgow    | Reino Unido    | The SSE Hydro                 | Pandemia de COVID-19                       | [ 19 ]               |
| 17 de março de 2021    | Sheffield  | Reino Unido    | FlyDSA Arena                  | Pandemia de COVID-19                       | [ 19 ]               |
| 19 de março de 2021    | Dublin     | Irlanda        | 3Arena                        | Pandemia de COVID-19                       | [ 19 ]               |
| 23 de março de 2021    | Londres    | Reino Unido    | The O2 Arena                  | Pandemia de COVID-19                       | [ 19 ]               |
| 24 de março de 2021    | Londres    | Reino Unido    | The O2 Arena                  | Pandemia de COVID-19                       | [ 19 ]               |
| 30 de março de 2021    | Moscou     | Rússia         | Megasport Sport Palace        | Pandemia de COVID-19                       | [ 19 ]               |
| 16 de agosto de 2021   | Vancouver  | Canadá         | Rogers Arena                  | Pandemia de COVID-19                       | [ 19 ] [ 20 ] [ 21 ] |
| 28 de setembro de 2021 | Toronto    | Canadá         | Scotiabank Arena              | Pandemia de COVID-19                       | [ 19 ] [ 20 ] [ 21 ] |
| 29 de setembro de 2021 | Toronto    | Canadá         | Scotiabank Arena              | Pandemia de COVID-19                       | [ 19 ] [ 20 ] [ 21 ] |
| 20 de outubro de 2021  | Montreal   | Canadá         | Bell Centre                   | Pandemia de COVID-19                       | [ 19 ] [ 20 ] [ 21 ] |
| 3 de julho de 2022     | Copenhague | Dinamarca      | Royal Arena                   | Massacre em shopping de Copenhague em 2022 |                      |